# 2137 Priscilla
2137 Priscilla (1936 QZ) là một tiểu hành tinh vành đai chính được phát hiện ngày 24 tháng 8 năm 1936 bởi K. Reinmuth ở Heidelberg.